# Religião na Guiana
Religiões na Guiana (2012)

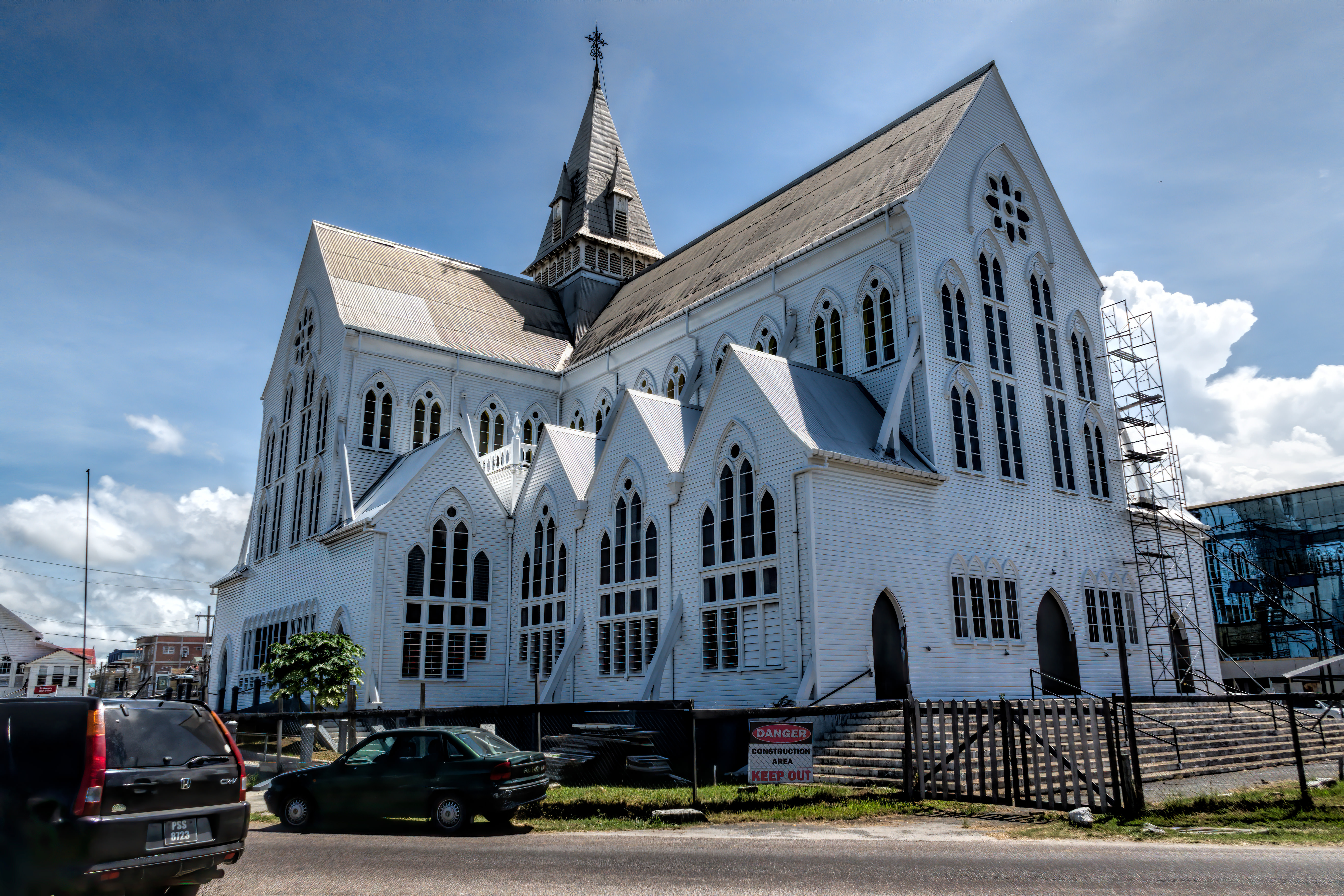
Catedral Anglicana de São Jorge na capital Georgetown

O cristianismo e hinduísmo são as religiões dominantes na Guiana. Os dados de um censo de 2012 sobre a afiliação religiosa indica que aproximadamente 63% da população é cristã: 22% pentecostal, 7% católica romana, 5% anglicana, 5% adventista do sétimo dia, e 22% de outros grupos cristãos. Cerca de 25% são hindus, 7% são muçulmanos (sunitas), crenças e práticas 2% de outros, incluindo o movimento rastafári e a fé bahá'í. Uns 4% estimados da população não professa religião nenhuma.
O país é etnicamente diversificado, refletindo povos das Índias orientais, africanos, chineses e de ascendência europeia, assim como uma significativa população indígena. Membros de todos os grupos étnicos estão bem representados em todos os grupos religiosos, com duas exceções: a maioria dos hindus é indo-guianense, e quase todos os rastafáris são afro-guianenses. Os missionários estrangeiros de muitos grupos religiosos estão presentes.
O Estatuto do Cristianismo como sistema de valores dominante na Guiana é uma consequência da História colonial. Para os senhores donos das plantações europeus, administradores coloniais e missionários, a profissão de fé cristã e observância de práticas cristãs foram pré-requisitos para a aceitação social. Mesmo os senhores desencorajando o ensino da religião aos escravos, o cristianismo se tornou a religião tanto dos africanos como dos europeus. Realmente, após a abolição, as instituições cristãs desempenharam um papel ainda mais importante na vida dos ex-escravos que nas vidas dos senhores. Somente a partir de meados do século XX, com o crescimento da população indo-guianenses e os esforços de suas organizações étnicas e religiosas, os valores muçulmanos e hindus foram reconhecidos como tendo status de igualdade com os valores cristãos da Guiana.

## Religiões

### Cristianismo
As denominações cristãs ativas na Guiana na década de 1990, a Igreja Anglicana afirmou que possui cerca de 125.000 adeptos a partir de 1986. O Anglicanismo foi a religião de Estado da Guiana Inglesa até a independência. A Igreja Católica Romana teve uma adesão de cerca de 94.000 em 1985. A maioria dos católicos viviam em Georgetown, e os portugueses foram os membros mais ativos, embora todos os grupos étnicos estão representados. A Igreja Presbiteriana era a terceira maior denominação, com cerca de 39.000 membros em 1980. Várias outras igrejas cristãs tiveram participações significativas em 1980, incluindo os metodistas, pentecostais, os mórmons e os Adventistas do Sétimo Dia, cada qual com cerca de 20.000 membros. Houve um menor número de batistas, Testemunhas de Jeová, congregacionais, nazarenos, morávios e ortodoxos etíopes. Outras seitas na Guiana, incluído o movimento Rastafári, que olha para a Etiópia em busca de inspiração religiosa, a Igreja Aleluia, que combina crenças cristãs com as tradições indígenas. Havia também, pelo menos, 60.000 pessoas que se descreveram como cristãos que não tinham filiação uma igreja formal.

### Islamismo
Como os hindus, muçulmanos da Guiana podem ser organizados em ortodoxos e os movimentos de reforma. O Jamaat Sunnatival é o movimento islâmico sunita ortodoxo. A maior organização islâmica do país é a Sadr Islâmica Anjuman. O movimento de reforma, a Ahmadiyah, foi fundado na Índia no século XIX, sua primeira missão para a Guiana, chegou em 1908. O movimento de reforma teve um sucesso considerável, incluindo mesmo alguns afro-guianenses entre os seus convertidos. O Islã ortodoxo e reforma não diferem em muito, mas a principal diferença é o movimento de reforma que visa anular o conceito de Maomé como o último mensageiro, por causa do que eles são considerados como não muçulmanos em praticamente todos os países muçulmanos. Estas duas comunidades religiosas, muçulmanos e hindus, têm um acordo tácito de não fazer proselitismo dos outros membros. Nas aldeias menores, hindus e muçulmanos se reúnem para participar nas cerimônias um do outro.
Até a década de 1970, feriados muçulmanos e hindus não eram reconhecidos oficialmente.

### Hinduísmo
A maioria dos imigrantes do leste indiano eram hindus, e sua seita dominante foi Vaishnavita. Diferenças de status foram anexados às castas e rituais variados com o estatuto de casta. As castas mais adoradas no panteão clássico de Vishnu e Shiva. O hinduísmo continua a ser a religião predominante dos indo-guianenses, embora tenha sido consideravelmente modificada.
Durante o período de emissão, o sistema de castas indiano, com suas variações reforçadas de ritos e crenças no culto de Vishnu, quebrou. O hinduísmo foi redefinido, e o sistema de casta foi eliminado. Missionários cristãos tentaram converter indianos durante o período de emissão, com início em 1852, mas tiveram pouco êxito. Os missionários culparam os brâmanes para a sua falha: os brâmanes começaram a administrar ritos espirituais para todos os hindus, independentemente de casta, uma vez que os missionários começaram o proselitismo cristão nas aldeias, precipitando o colapso do sistema de castas. Após a década de 1930, as conversões de hindus ao cristianismo retardaram porque o estatuto do hinduísmo tinha melhorado e a discriminação contra os hindus haviam diminuído.
1. ↑  Guyana 2012 census compendium 2
2. ↑  Guyana 2016 International Religious Freedom Report United States Department of State.
3. ↑  SOUTH AMERICA :: GUYANA The World Factbook]